# کنوانسیون لاهه برای حمایت از اموال فرهنگی در صورت درگیری مسلحانه
کنوانسیون لاهه برای حمایت از اموال فرهنگی در صورت درگیری مسلحانه (انگلیسی: Hague Convention for the Protection of Cultural Property in the Event of Armed Conflict) اولین معاهده بین‌المللی است که منحصراً بر حفاظت از اموال فرهنگی در درگیری‌های مسلحانه تمرکز دارد. در ۱۴ مه ۱۹۵۴ در لاهه، هلند، امضا شد و در ۷ اوت ۱۹۵۶ لازم الاجرا شد. از سپتامبر ۲۰۱۸، توسط ۱۳۳ ایالت تصویب شده‌است.